# 兵庫ジュベナイルカップ
兵庫ジュベナイルカップ（ひょうごジュベナイルカップ）は、兵庫県競馬組合が施行する地方競馬の競走である。
大阪スポーツを発行する東京スポーツ関西支社が優勝杯を提供しており、正式名称は「大阪スポーツ杯 兵庫ジュベナイルカップ」。2024年は同紙の発刊60周年を記念し、「大阪スポーツ杯」に代わり「大阪スポーツ発刊60周年記念」の副題がつく。

## 概要
2022年に新設された2歳馬の競走。この年持ち上げられた2歳・3歳馬ダート競走の体系整備の中で明記された「2歳秋・3歳春に高額賞金の重賞級認定競走を新設し、各主催者・ブロックでも短距離競走の体系を整備」に関連して整備されたものと見られているが、初年度は他主催者での準重賞に相当する指定競走として施行され、重賞格付けはなかった。
翌2023年からはネクストスター競走の整備と共に、本競走は重賞II格付けにて施行される。
2024年より施行時期を8月から9月に変更されることになった。また、同年から兵庫若駒賞より大阪スポーツ杯が移る。

### 条件・賞金等（2023年）
出走条件
サラブレッド系2歳、兵庫所属
負担重量
定量。牡・騸55kg、牝54kg
賞金額
1着700万円、2着280万円、3着175万円、4着105万円、5着70万円
その他
1着馬はJRA認定馬として扱われる（2024年 - ）。

## 歴代優勝馬
| 回次         | 施行日        | 優勝馬             | 性齢 | 所属 | 馬場 | タイム | 優勝騎手 | 管理調教師 | 馬主       | 1着賞金 |
| ------------ | ------------- | ------------------ | ---- | ---- | ---- | ------ | -------- | ---------- | ---------- | ------- |
| （指定競走） | 2022年8月11日 | アルザード         | 牡2  | 西脇 | 稍重 | 1:32.6 | 廣瀬航   | 北野真弘   | 小林正和   | 400万円 |
| 第1回        | 2023年8月10日 | マミエミモモタロー | 牡2  | 園田 | 良   | 1:31.7 | 川原正一 | 諏訪貴正   | 間宮さとこ | 700万円 |
| 第2回        | 2024年9月19日 | ラピドフィオーレ   | 牡2  | 園田 | 良   | 1:31.8 | 赤岡修次 | 田中範雄   | 木村公子   | 700万円 |

### 各回競走結果の出典
- 兵庫ジュベナイルカップ　歴代優勝馬 - 地方競馬全国協会
- JBISサーチ
  - 2022年、2023年、2024年